# Vương tộc Oldenburg

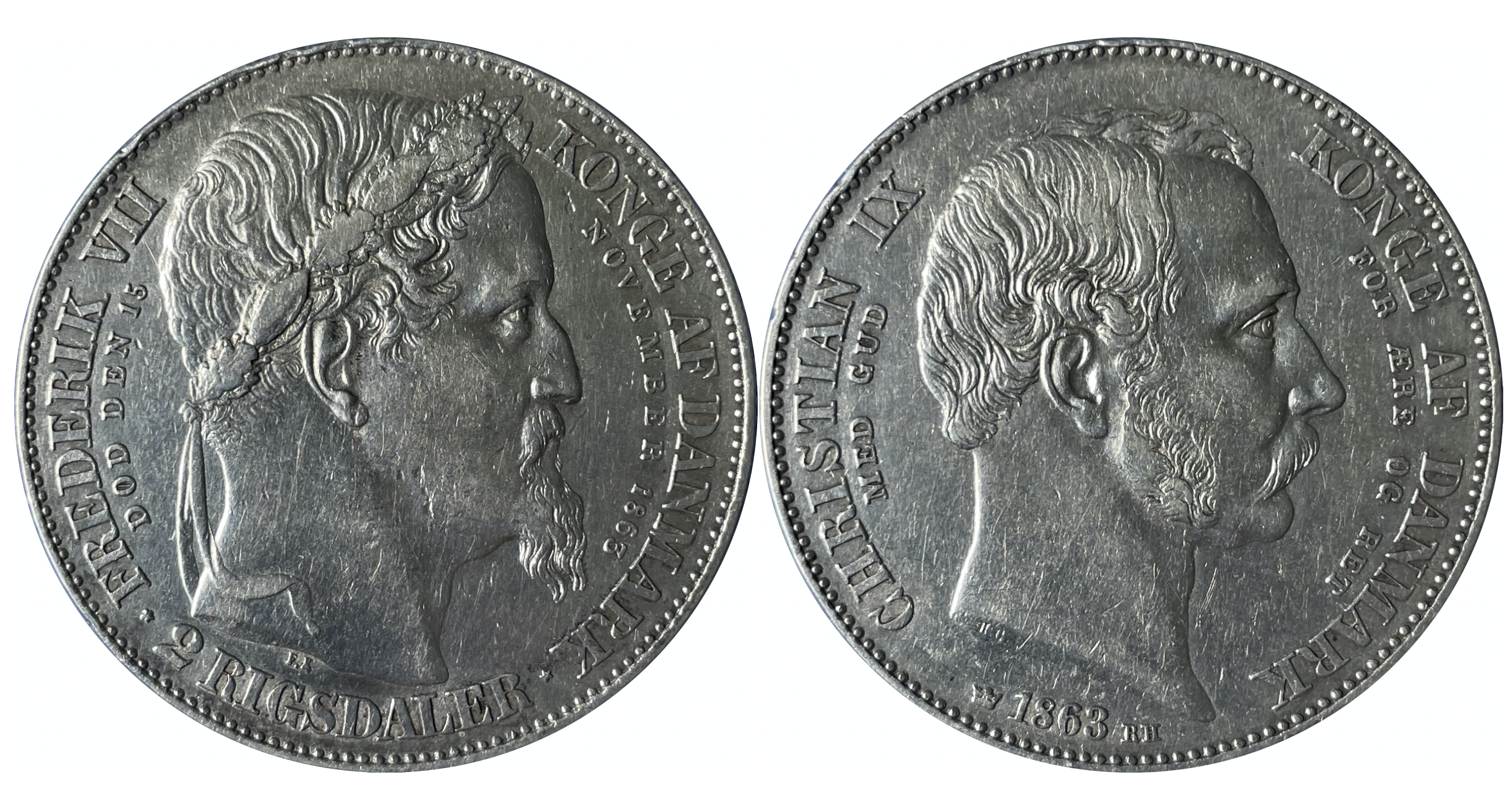
Xu bạc: 2 rigsdaler Đan Mạch kỷ niệm Nhà Glücksburg lên thay Nhà Oldenburg trị vì Đan Mạch, mặt trước xu là chân dung cựu vương Frederik VII và mặt sau là chân dung tân vương Christian IX

Nhà Oldenburg (tiếng Đan Mạch: Huset Oldenborg; tiếng Đức: Haus Oldenburg; tiếng Anh: House of Oldenburg) là một vương tộc châu Âu có nguồn gốc từ Bắc Đức. Các nhân vật đến từ vương tộc này đã cai trị các nước như Nga, Đan Mạch, Na Uy, Thụy Điển, Hy Lạp, và các Công quốc Schleswig, Holstein, Oldenburg. Quân chủ đương triều của các nước Đan Mạch, Na Uy, và cựu vương Hy Lạp cũng như phu quân của Nữ vương Elizabeth II của Anh đều là người thuộc vương tộc này.
Dòng dõi này trở nên có thế lực khi Bá tước Christian của Oldenburg được bầu làm vua của Đan Mạch vào năm 1448, Na Uy năm 1450 và Thụy Điển năm 1457. Gia tộc này từ đó đã nắm giữ ngai vàng ở Đan Mạch cho tới ngày nay.

## Lịch sử
Các cuộc hôn nhân của các bá tước xứ Oldenburg thời Trung cổ, đã mở đường cho những người thừa kế gia tộc Oldenburg trở thành vua của các vương quốc Scandinavia khác nhau. Thông qua cuộc hôn nhân với hậu duệ của vua Valdemar I của Thụy Điển và của vua Eric IV của Đan Mạch, người nhà Oldenburg đã tuyên bố ngai vàng của Thụy Điển và Đan Mạch vào đầu năm 1350.
Vào thời điểm đó, các đối thủ cạnh tranh với Nhà Oldenburg là những người thừa kế của Nữ vương Margrete I xứ Đan Mạch. Vào thế kỷ XV, người thừa kế Oldenburg tuyên bố kết hôn với Hedwig xứ Schauenburg, một hậu duệ của Euphemia của Thụy Điển và Na Uy, cũng là hậu duệ của Eric V của Đan Mạch và Abel của Đan Mạch. Vì những hậu duệ có vị trí gần hơn với nhà cai trị trong bảng phả hệ đã chết, con trai của họ là Christian (đã đề cập ở trên) trở thành vua của cả ba vương quốc trong Liên minh Kalmar. Nhà Mecklenburg là đối thủ cạnh tranh chính Oldenburg liên quan đến ngai vàng phương Bắc, và những người tham vọng khác bao gồm Công tước xứ Lauenburg. Các chi nhánh Oldenburgine khác nhau đã trị vì ở một số quốc gia. Nhà Oldenburg trong thời gian ngắn đã sẵn sàng để tuyên bố ngai vàng của Vương quốc Anh thông qua cuộc hôn nhân của Nữ vương Anne I và Hoàng tử George của Đan Mạch và Na Uy; tuy nhiên, do tất cả con cái của họ đều qua đời sớm, ngai vàng đã được trao lại cho Nhà Hannover.

## Dòng chính
- Bá tước (1101–1773), Công tước (1773-1810) và Đại công tước (1815-1918) xứ Oldenburg
- Vua Đan Mạch (1448–1863)
- Vua Na Uy (1450–1814)
- Vua Thụy Điển (1457–64, 1497–1501 và 1520–21)
- Công tước xứ Schleswig (1460–1864)  (được chia cho các nhà cai trị khác nhau 1544-1721)
- Bá tước (1460–1574) và Công tước (1574-1864) xứ Holstein  (được chia cho các nhà cai trị khác nhau 1544-1773)

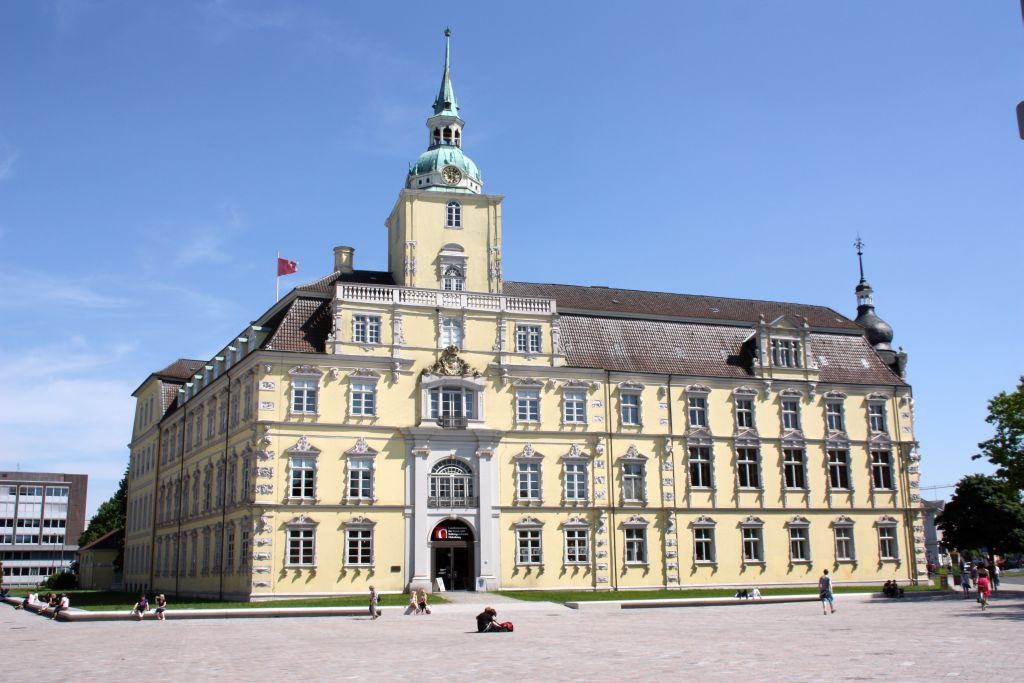
Schloss Oldenburg
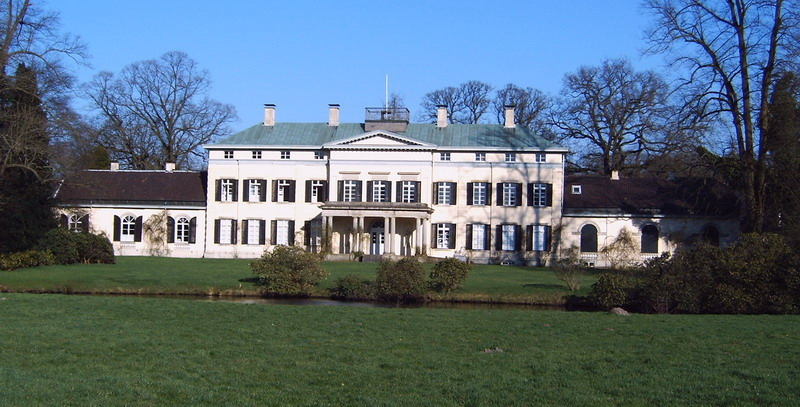
Schloss Rastede
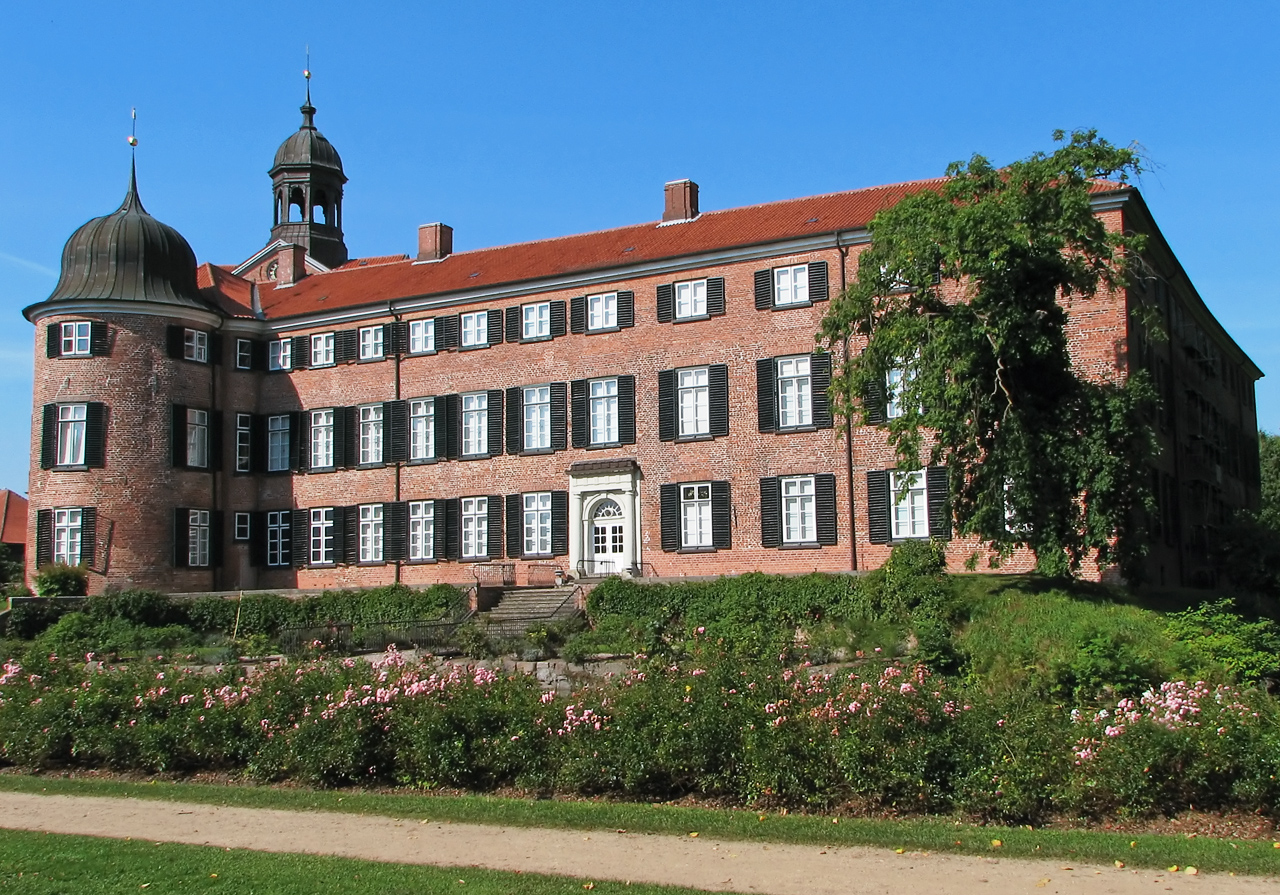
Schloss Eutin
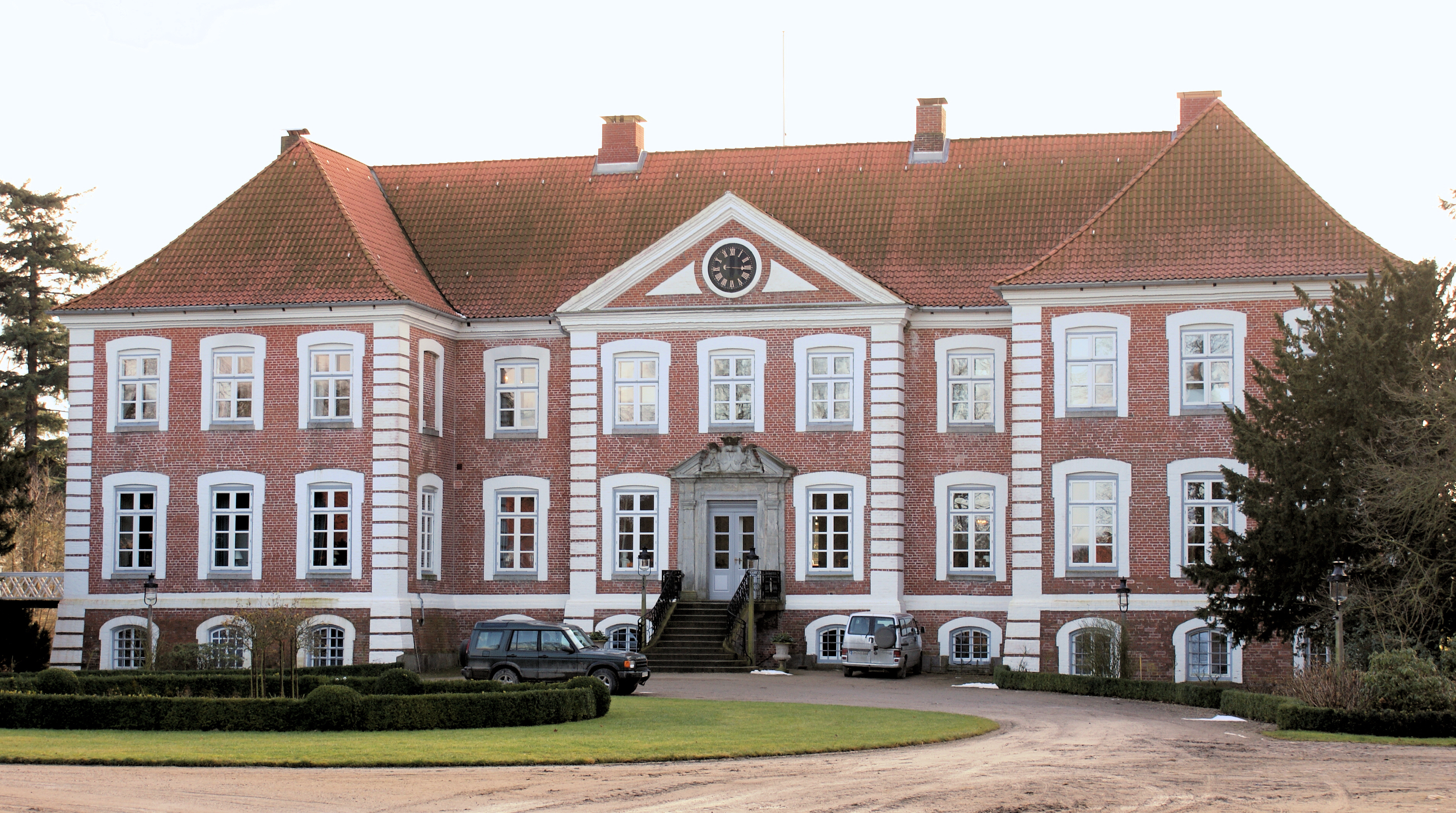
Gut Güldenstein